# Biblioteca Umanistica
La Biblioteca Umanistica è un'istituzione culturale dell'Università degli Studi di Perugia. La biblioteca comprende due punti di servizio. Il primo si trova in piazza Morlacchi ed è la sede ristrutturata delle ex officine Gelsomini; è distribuita su tre piani; della biblioteca fanno parte anche due depositi esterni. La seconda sede, condivisa con la Biblioteca di Antropologia e Pedagogia, è formata dall'Emeroteca situata in Via Aquilone 7. 

## Storia
Nel XVIII secolo l'edificio ospitava le scuderie del palazzo Alfani-Ansidei, oggi noto come Palazzo Manzoni il quale si trova di fronte all'attuale biblioteca. Fra il 1800 e il 1900 le scuderie furono sede di un negozio di vetture conosciuto come la Cavallerizza, impresa specializzata nel campo delle comunicazioni e nel settore dei mezzi di trasporto. L'edificio nella seconda metà nel 1900 era successivamente la sede e un'autofficina della filiale FIAT di proprietà della famiglia Gelsomini, da cui la denominazione ex officine Gelsomini. Le officine, dove oggi si trova la biblioteca, sono state acquistate dall'Università degli Studi di Perugia nel 1998.  La Biblioteca Umanistica è stata aperta il 9 settembre 2010 e assieme alla biblioteca di Filosofia e la biblioteca di Antropologia e Pedagogia costituisce una delle tre biblioteche appartenenti alla Struttura Lettere e Scienze della formazione del Centro Servizi Bibliotecari. Essa ospita tutto il materiale librario appartenente alle sezioni di Studi classici, Linguistica, Italianistica, Storia dell'arte, Storia ex-magistero e Lingue e Letterature Moderne.

## Accesso e iscrizione
La Biblioteca Umanistica può essere frequentata da studenti e docenti del Dipartimento di lettere - lingue, letterature e Civiltà antiche e moderne  e del Dipartimento di filosofia, Scienze Sociali, Umane e della Formazione, di altri dipartimenti con insegnamenti umanistici e a chiunque abbia necessità di ricerca. Per accedere ai servizi forniti dalla biblioteca è necessario iscriversi.

## Raccolte e fondi
La Biblioteca Umanistica ospita:
- 128000 libri
- 2250 periodici totali
- 304 periodici correnti

Per quanto riguarda i fondi si trovano i seguenti:
- Fondo Gatti di archeologia classica [2]
- Fondo Bartoccini di filologia e archeologia classica [3]
- Fondo Martinazzoli di filologia classica
- Fondo Venturi[4] e Fondo Martinelli [5]
- Fondo Elwert di filologia romanza e moderna [6]